# Preciosa
Preciosa es una telenovela juvenil mexicana producida y dirigida por Pedro Damián para Televisa en 1998. Contó con una historia original de Olga Ruilópez y adaptación de Alberto Gómez. Fue protagonizada por Irán Castillo y Mauricio Islas, con las participaciones antagónicas de Nailea Norvind, Felicia Mercado y la primera actriz  Bertha Moss, con las actuaciones estelares de Francisco Gattorno, Ingrid Martz, Alfonso Iturralde y los primeros actores  Luis Bayardo y Carmen Salinas.

## Argumento
Preciosa es una dulce y bella jovencita de 18 años, inválida de una pierna, cuya vida transcurre en el insólito y fascinante mundo del circo que ella tanto ama. Su vida está llena de vivacidad y ternura, pero también de dramatismo y carencias. Vive pobremente al lado de su abuelo Tito uno de los payasos del circo, cuidando de los animales, y soporta en silencio las burlas y humillaciones de Sandor, el malvado dueño del circo que se ríe y mofa de su más grande anhelo: ser una famosa trapecista, como su madre. Preciosa enfrenta con valentía todas sus desgracias. Dulce y generosa, comparte las penas y alegrías de los otros habitantes que pueblan el mundo circense, como Zamira, la bella, enigmática y apasionada gitana que ama al malvado Sandor; o Felina, la hermosa trapecista que sufre las traiciones de su marido Patricio; también de Ransel, el lanzador de puñales, y del Payasito Corazones. Preciosa, de carácter firme y delicado, ahorra hasta el último centavo de su mísero salario, con la esperanza de reunir el dinero necesario para costear su operación y así poder lograr un día su sueño: subir al trapecio.
Además, otro gran evento será determinante en la vida de Preciosa: su casual encuentro con Luis Fernando Santander, un joven médico comprometido con la bella pero maquiavélica Valeria San Román. Luis Fernando se enamora de Preciosa, cautivado por su inocencia y su noble espíritu y ella le corresponde. Sin embargo, a causa de este acontecimiento el camino de Preciosa en pos de su felicidad se le dificultará aún más, pues Valeria quien no está dispuesta a dejar a Luis Fernando se convertirá en su peor enemiga, además, deberá lidiar con las manipulaciones de Eduarda, la tía de Luis Fernando y Enriqueta, la madre de Valeria. Para complicar más las cosas, Álvaro, hermano de Valeria, conoce a Preciosa y también se enamora de ella, sin imaginar que Roberto, esposo de Enriqueta y padre de Valeria y Álvaro, esconde un profundo secreto que se relaciona directamente con Preciosa y que de saberse muchos saldrían lastimados, especialmente Álvaro.
Así, en este particular escenario, Preciosa descubrirá el amor y la lucha acompañada por la senda de un amor prohibido y el mundo fascinante del circo.

## Elenco
- Irán Castillo - Preciosa San Román Ruiz / Estrella Ruiz
- Mauricio Islas - Luis Fernando Santander
- Nailea Norvind - Valeria San Román de Santander
- Francisco Gattorno - Álvaro San Román Valdivia
- Susana González - Felina
- Alfonso Iturralde - Roberto San Román
- Felicia Mercado - Enriqueta Valdivia de San Román
- Ingrid Martz - Alma San Román Valdivia
- Bertha Moss - Eduarda Santander
- Yula Pozo - Fermina
- Abraham Ramos - Cristóbal
- Marcela Pezet - Lorena Morantes
- Luis Bayardo - Tito Ruiz
- Rodrigo Vidal - Leonel de la Riva
- Luis Gatica - Patricio
- Adriana Fonseca - Vanessa
- Carmen Salinas - Mamá Pachis
- Norma Lazareno - Regina de la Riva
- Luz Elena González - Milagros Ortiz
- Khotan Fernández - Ransel
- Roberto Ballesteros - Sandor
- Sharis Cid - Zamira
- Mayrín Villanueva - Claudia Ortiz
- Héctor Suárez Gomís - Lorenzo "El Pantera" Ortiz
- Raúl Padilla "Chóforo" - Libardo
- René Casados - El Gran Sabu
- Martha Ofelia Galindo - Chata
- Eduardo Antonio - Padre Juan Martín
- Mauricio Aspe - El Gasolina
- Osvaldo Benavides - Simón Ortiz
- David Larible - Payaso Ángel
- Rubén Cerda
- Uri Chartarivsky - Oscarito
- Manola Diez - Inés
- Alec Von Bargen - Orlando de la Riva
- Alfredo Ahnert
- Alizair Gómez - El Pirulo
- Ángeles Balvanera
- Dolores Salomón "Bodokito" - Finita
- Eduardo Iduñate - Andrés
- Fernanda Franco
- Francisco Rossell - Arturo
- Ligia Robles - Luz Elena
- Lisa Carbajal - Bianca
- Jorge Poza - Robin
- Ana Layevska - Princessa
- Eduardo Rodríguez - Leopoldino
- Marieth Rodríguez - Rosalba Morantes / Miranda Barrios
- Miguel Ángel Cardiel - Ariel Robles
- Odiseo Bichir - Heriberto Robles
- María Antonieta de las Nieves - La Chilindrina[2]
- Marco Antonio Regil - Él mismo
- Paola Flores
- Lourdes Alexa
- Yamil Sesin
- Zayda Castellón
- Jacqueline Voltaire

## Equipo de producción
- Historia original de: Olga Ruilópez
- Libreto: Alberto Gómez
- Edición literaria: Rosario Velicia
- Tema: Girando en el tiempo
- Interpreta: Irán Castillo
- Música original: América, Paco Navarrete
- Escenografía: Mirsa Paz
- Ambientación: Octavio Ortega
- Diseño de vestuario: Florentino Cheschitz, Solange Alchourrón
- Musicalizador: Juan López Arellano
- Editor: Claudio González
- Gerente administrativo: Hernán Rentería
- Jefe de reparto: Martha Góngora
- Jefes de locación: Emilio Rentería, Luis Arturo Rodríguez
- Jefe de producción: Alejandro Azcárraga
- Director de cámaras en locación: Leopoldo Terrazas
- Directores de cámaras: Carlos Sánchez Ross, Lino Adrián Gama Esquinca
- Directores de escena: José Caballero, Miguel Córcega, Eloy Ganuza, Luis Pardo
- Gerente de producción: Jaime Gutiérrez Cáceres
- Coordinadores de producción: Pablo Noceda Pérez, Georgina Garibay García
- Productores asociados: Nicandro Díaz González, Georgina Castro Ruiz, María del Carmen Marcos
- Director y productor: Pedro Damián

## Premios

### Premios TVyNovelas 1999
| Categoría               | Nominado(a)    | Resultado |
| ----------------------- | -------------- | --------- |
| Mejor actriz de reparto | Carmen Salinas | Ganadora  |
| Mejor actriz joven      | Irán Castillo  | Nominada  |
| Mejor actor joven       | Mauricio Islas | Nominado  |

## Versiones
- Preciosa está basada en la radionovela cubana Vivir no es soñar".

Adaptada dicha radionovela por primera vez para la tv. El original de radio era muy cortito, tan solo constaba de 60 capítulos de 14 minutos cada uno. 
En su adaptación para la tv, el escritor Alberto Gómez tuvo que inventarle mucha trama y personajes nuevos, lo que convierte a "Preciosa" prácticamente en un original.